# بهرام (پسر سیاوش)
بهرام یکی از نجیب‌زادگان ایرانی در زمان حکومت بهرام چوبین ساسانی (حک. ۵۹۰–۵۹۱) بود. او پسر سیاوش و داماد بهرام چوبین و از حامیان او در جریان شورشش بود. بهرام در راه خسرو پرویز به سوی روم او را غافلگیر کرد اما خسرو توانست فرار کند و مدتی بعد نیز بهرام چوبین کشته و تاج‌وتخت به خسرو بازگردانده شد.